# Anthurium pentaphyllum
Anthurium pentaphyllum là một loài thực vật có hoa trong họ Ráy (Araceae). Loài này được (Aubl.) G.Don miêu tả khoa học đầu tiên năm 1839.

## Hình ảnh

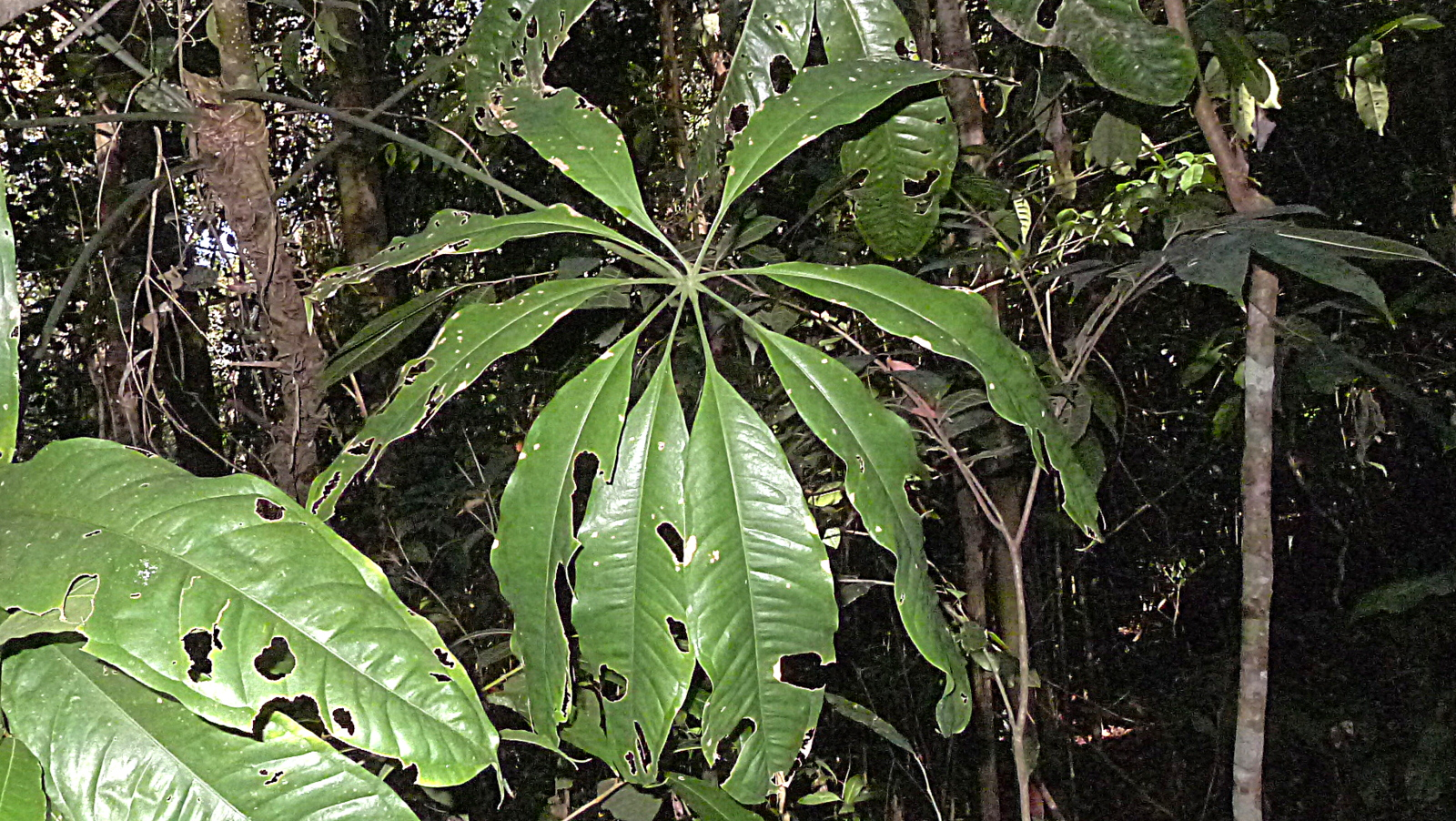
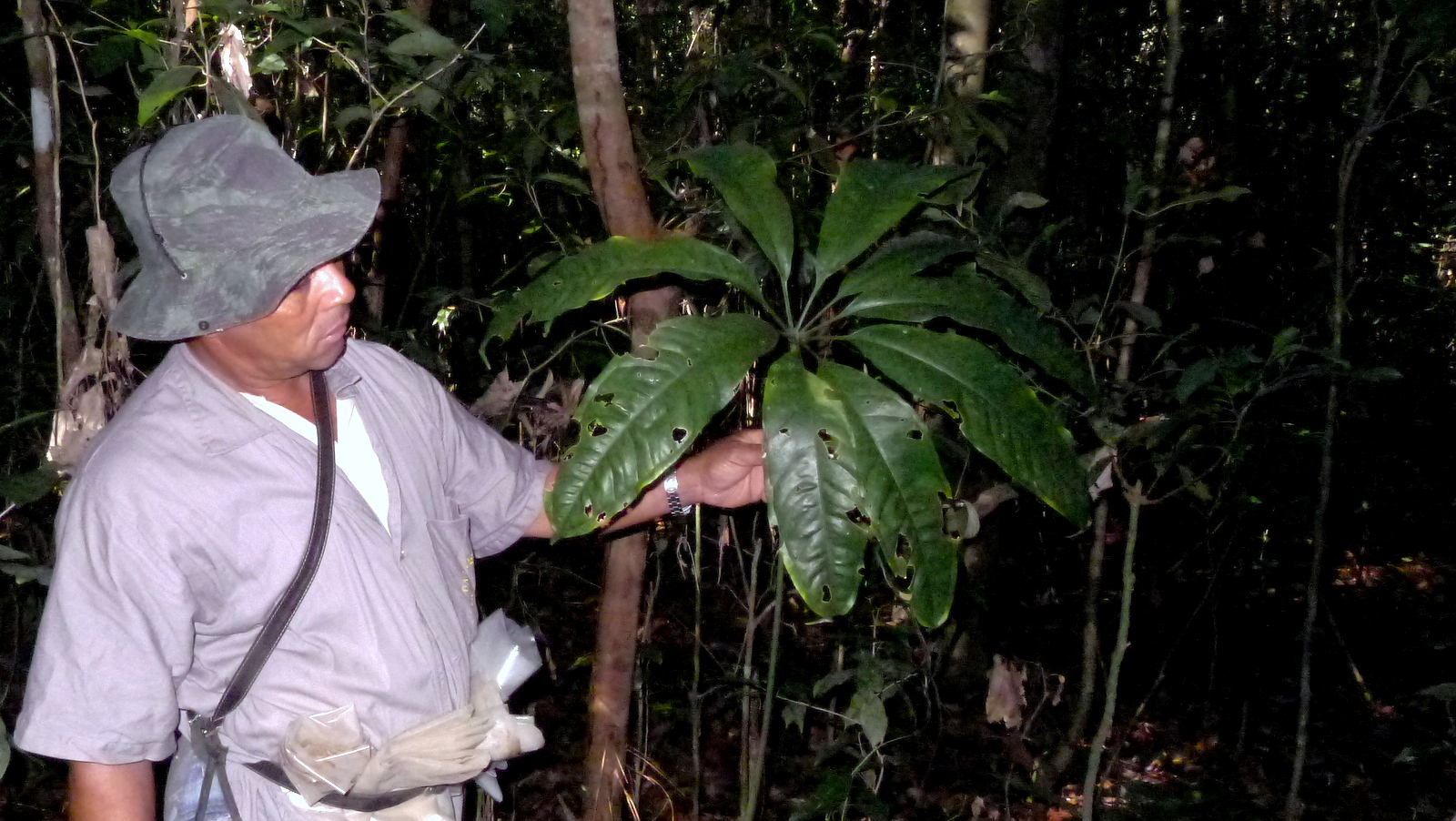
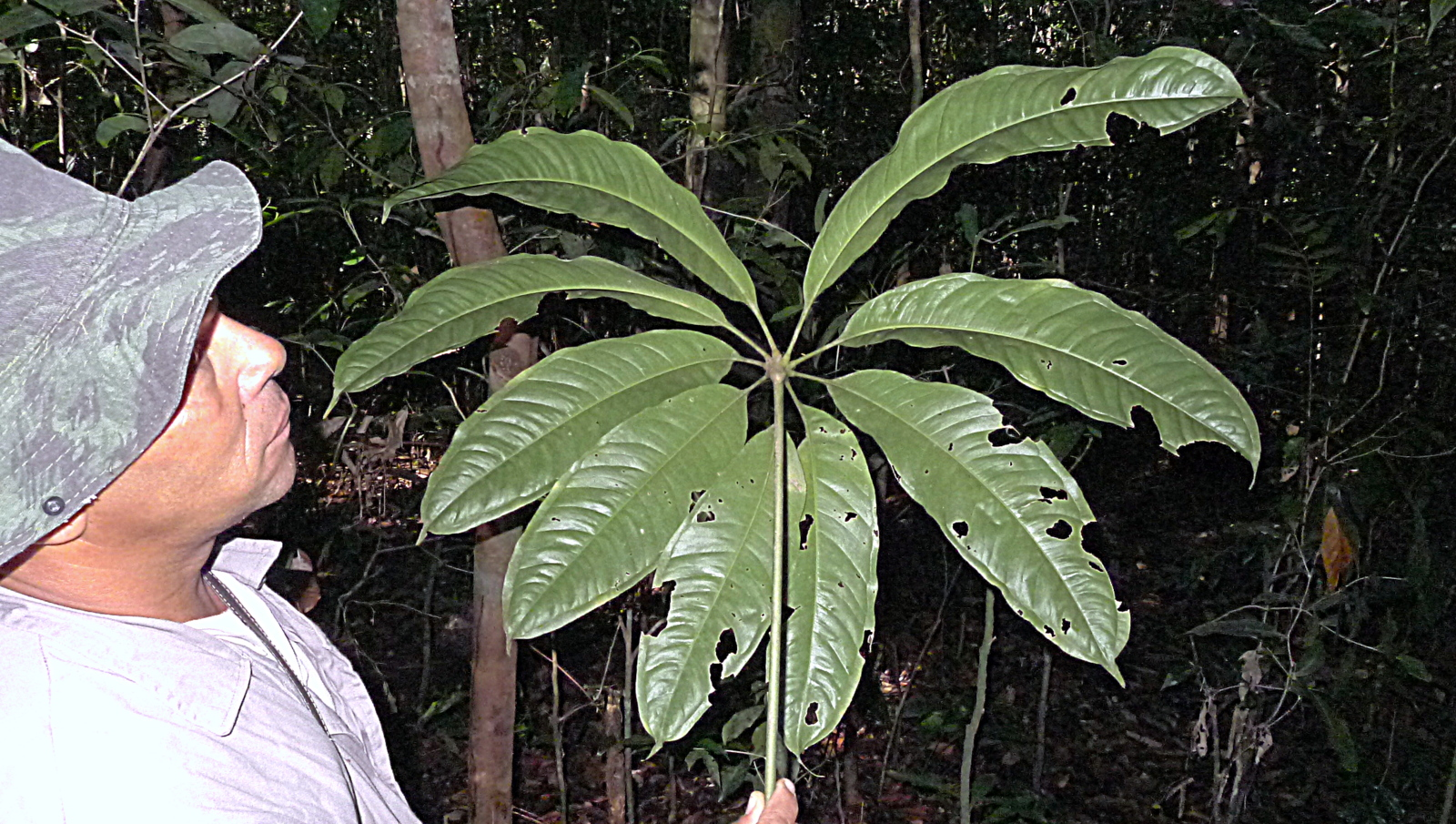
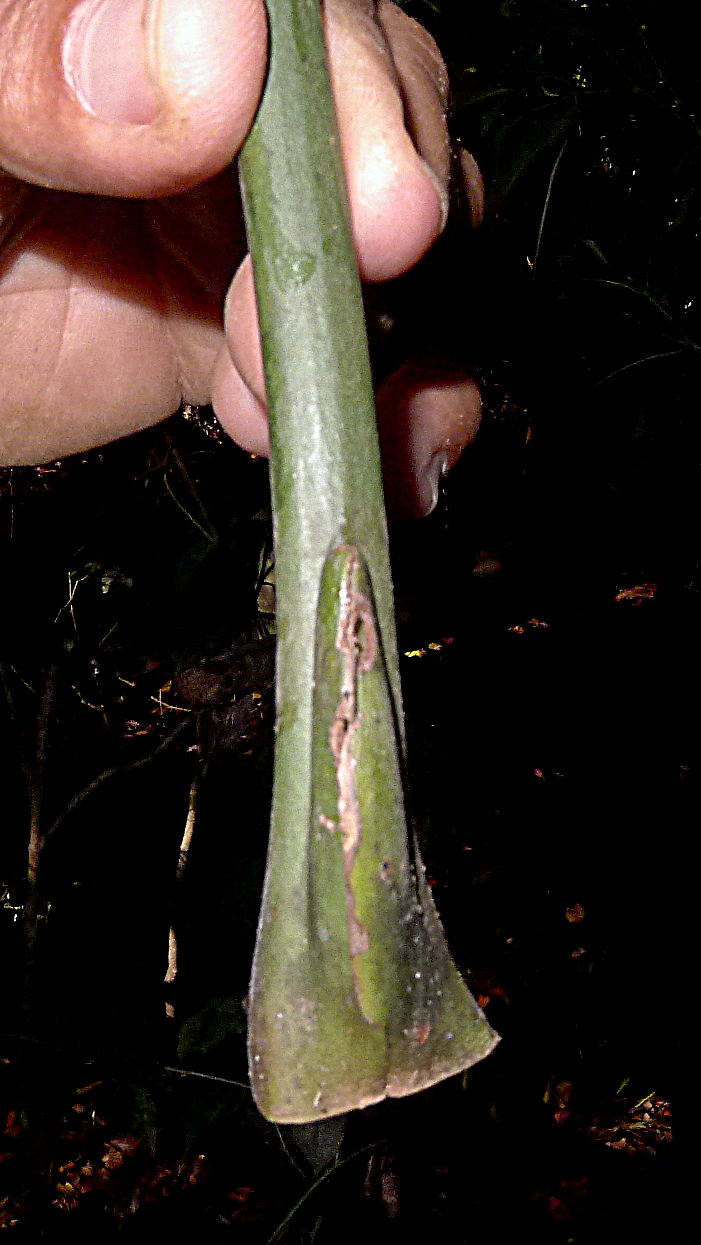